# Красива пародия
Красива пародия (Parodia formosa) е вид растение от семейство кактусови (Cactaceae). Видът е незастрашен от изчезване.

## Разпространение и местообитание
Този вид кактус е ендемичен за Боливия. Често срещан е в департаментите Чукисака, Санта Крус и Тариха на надморска височина от 500 до 650 метра.

## Описание
Има сферична, леко сплескана форма и космат връх. Диаметърът му достига до 8 см. Цветът му е сивозелен с бронзов оттенък. По тялото се открояват от 13 до 26 ребра. На всяко от тях се намират от 6 до 12 централни прави бодли с червеникавокафяв цвят и дължина от 3 до 12 мм, и от 20 до 30 радиални бодли с дължина от 3 до 8 мм.
Цветовете са жълти и достигат на дължина до 4,5 см.